# Ablesung
Unter Ablesung versteht man das Feststellen eines Messwertes durch bewusstes Schauen auf eine numerische  Anzeige oder eine Skale.
Bei einer Ziffernanzeige ist die Ablesung als solche fehlerfrei möglich, die Quantisierungsabweichung ist ein Problem des Messgerätes, nicht der Ablesung. Dagegen können bei der Skalenanzeige zusätzliche Hilfsmittel wie Nonius, Lupe, Messmikroskop, Spiegelskale eingesetzt werden, um die prinzipiell unvermeidliche Abweichung in der Ablesung so klein wie möglich zu halten. Dabei ist immer zu bedenken, wie weit ein erhöhter Aufwand zur Verminderung dieser Abweichung wegen der immer hinzukommenden Messgeräteabweichung, Rückwirkungsabweichung usw. sinnvoll ist.
Mit zunehmender Ausnutzung elektrischer Messeffekte wird die Ablesung in immer stärkerem Maße durch elektronische Erfassung (Analog-Digital-Umsetzung) und elektronische Verarbeitung ersetzt.